# Last Minute Market
Last Minute Market (Mercato dell'ultimo minuto) è un'iniziativa sociale simile a Food not Bomb, nata da uno studio condotto nel 1998 dalla Facoltà di Agraria dell'Università di Bologna, sotto la supervisione di Andrea Segrè. Il progetto ha come obiettivo la quantificazione degli sprechi commestibili legati alla grande distribuzione del settore alimentare per promuoverne un "riutilizzo" all'interno dei circuiti della solidarietà.

## Ricerca e attività
Last Minute Market nasce da una ricerca condotta a livello produttivo e sociale. Gli addetti al progetto stimano che il 95% dei prodotti alimentari ritirati dagli scaffali dai negozianti sia perfettamente consumabile. Ogni anno vengono smaltite 1,5 milioni di tonnellate di prodotti alimentari consumabili, pari ad un valore di mercato di 4 miliardi di euro. La tesi di Last Minute Market è quella di trasformare lo spreco in risorsa. Il nome dato all'iniziativa deriva dal fatto che il progetto crea un mercato parallelo "dell'ultimo minuto", perché i beni sono prossimi alla scadenza o perché in via di dismissione; inoltre fa intendere che venire in aiuto dei cittadini bisognosi è urgente.
Il progetto, che coinvolge circa quaranta città italiane, promuove lo sviluppo del consumo sostenibile tramite l'organizzazione della raccolta, presso supermercati, bar e altri centri commerciali, di tutti quei beni che, in quanto vicini alla scadenza o per imperfezioni estetiche, risultano invendibili e vengono dunque smaltiti dai rivenditori. Questo surplus inutilizzato può dunque essere prelevato e messo a servizio della comunità dei cittadini indigenti, dei senza tetto, delle Onlus e delle associazioni di beneficenza.
L'iniziativa è l'unica italiana di cui parla Tristram Stuart in Waste (Penguin, 2009; trad. italiana: «Sprechi. Il cibo che buttiamo, che distruggiamo, che potremmo utilizzare», Mondadori), è destinata agli operatori coinvolti nel processo. I punti vendita commerciali non incorrono in costi per smaltire i prodotti difettosi o in via di scadenza impiegando un personale, di volontari e non, per la raccolta dei beni, e per lo svolgimento di tutte le attività di supporto di natura giuridica, fiscale, gestionale, logistica e informativa.
Nel 2010 Last Minute Market ha dato vita alla "Carta spreco zero" decalogo contro gli sprechi alimentari, idrici ed energetici sottoscritto al 2013 da oltre 1000 Comuni italiani, fra i quali Milano, Torino, Bologna, Venezia, Trieste e Firenze. Alla "Carta spreco zero" ha aderito il Ministero dell'ambiente nell'ambito del progetto "Reduce".
Nel 2016 è stato siglato tra Last Minute Market, Confesercenti e Federconsumatori un "patto contro lo spreco alimentare", partnership sono attive con Conad e Despar mentre tra i principali enti che collaborano con LMM figurano le regioni: Emilia Romagna, Puglia, e Sardegna oltre a diverse provincie e comuni italiani di altre regioni.